# Apataidae
Apataidae é uma família taxonômica de lesmas marinhas de cores vivas, especificamente nudibrânquios, moluscos gastrópodes marinhos.

## Descrição
São moluscos nudibrânquios de corpo delgado, com ceratas dispostas em séries longitudinais em forma de pente e rinóforos perfoliados. A rádula é tridentada, semelhante à dos flabelinídeos, com um dente central e dois pequenos dentes laterais.

## Taxonomia
A família inclui dois gêneros, ambos monoespecíficos:
- Apata Korshunova et al., 2017
  - Apata pricei (MacFarland, 1966)
- Tularia Burn, 1966
  - Tularia bractea (Burn, 1962)

Ambos os gêneros foram anteriormente incluídos na família Flabellinidae sensu lato, um agrupamento polifilético baseado em estudos filogenéticos moleculares recentes.